# Latour-de-Carol
Latour-de-Carol (în catalană La Tour de Querol) este o comună în departamentul Pyrénées-Orientales din sudul Franței. În 2009 avea o populație de 416 de locuitori.

## Evoluția populației
| An        | 1975 | 1982 | 1990 | 1999 | 2006 | 2009 |
| --------- | ---- | ---- | ---- | ---- | ---- | ---- |
| Populație | 381  | 390  | 364  | 367  | 386  | 416  |